# Supercoppa ceca 2022 (pallavolo maschile)
La Supercoppa ceca 2022, 2ª edizione della Supercoppa nazionale di pallavolo maschile, si è svolta il 19 settembre 2022: al torneo hanno partecipato due squadre di club ceche e la vittoria finale è andata per la seconda volta consecutiva al Karlovarsko.

## Formula
Le squadre hanno disputato una gara unica.

## Squadre partecipanti
| Squadra          | Qualificazione                                 |
| ---------------- | ---------------------------------------------- |
| České Budějovice | Vincitrice Coppa della Repubblica Ceca 2021-22 |
| Karlovarsko      | Vincitrice Extraliga 2021-22                   |

## Torneo
| 19 settembre 2022 Sportovní hala Na Střelnici, Svitavy Durata: 1h:27 - Spettatori: 750 | Karlovarsko | 3 - 0 | České Budějovice | 25-17, 25-20, 25-21 |